# Luigi Caldera
Luigi Caldera, all'anagrafe Andrea Luigi Caldera (Cuneo, ca. 1840 – Torino, 1905), è stato un ingegnere meccanico e inventore italiano.

## Biografia
Nato a Cuneo in un anno non ben definito nella seconda metà dell'Ottocento, si trasferì a Torino già forse prima del compimento degli studi accademici. Nel capoluogo piemontese conseguì la laurea in ingegneria, dimostrando un'attenzione innata verso il mondo dei suoni, una passione non comune per l'evento musicale ed una conoscenza approfondita degli elementi tecnico-acustici ad esso connessi.
Caldera non fu pianista, né professionalmente costruttore di strumenti; tramite opportune collaborazioni con alcuni validi esponenti dell'artigianato musicale, seppe tuttavia ritagliarsi un considerevole spazio tra i più creativi e qualificati "fabbricanti" di strumenti musicali d'arte. Principali frutti della sua progettazione furono alcuni particolarissimi strumenti a tastiera, designati con suggestive denominazioni:
- Melopiano: congegno applicabile ai normali pianoforti a coda o verticali per ottenere, tramite una seconda serie di martelletti azionati in rapida e ripetuta percussione da un dispositivo a molla, un suono continuo o “sostenuto”, realizzato in collaborazione coi costruttori torinesi di pianoforti Stefano Brossa e Lodovico Montù;
- Armonipiano: successiva evoluzione di tale congegno, il cui brevetto fu acquisito nel 1882 dalla ditta Ricordi & Finzi di Milano e perfezionato poi dal musicista, direttore d'orchestra e inventore ceco Vojtěch Hlaváč;
- Calderarpa: uno strumento da tasto a forma di arpa, con corde in parte percosse da martelletti tipo pianoforte ed in parte strofinate da apposite bacchette di legno diagonali e ricoperte di panno, costruito in collaborazione col costruttore bolognese di pianoforti Giovanni Racca.

Alla sua paternità potrebbero anche ascriversi - secondo quanto accennato da alcune fonti - altri strumenti musicali non a tastiera, tra cui un mandolino nuovo, a forma piatta e di piccole proporzioni, (che conteneva in sé «il segreto della sonorità acre e dolce», atipica per un mandolino di normale fattura) e una chitarra a 11 corde e a monotasto, dotata di un semplice meccanismo attraverso il quale lo strumentista poteva immediatamente trovare con la mano sinistra i toni della scala cromatica «senza che per questo dovesse contorcersi e affaticarsi in un esercizio di continua ginnastica».
Presente ed apprezzato nelle grandi Esposizioni Universali dell'epoca (Parigi, Vienna, Londra, Chicago…), Caldera fu titolare di numerosi brevetti, privative ed esclusive commerciali a livello internazionale, ed ai suoi strumenti si interessarono musicisti del calibro di Gioachino Rossini, Giovanni Sgambati, Sigismund Thalberg e Franz Liszt, che dedicò all'armonipiano di Caldera un paio di trascrizioni da note composizioni verdiane (Salve Maria da "Jérusalem" e Agnus Dei dalla "Messa da Requiem").
L'ultima testimonianza sicura che al momento rimane sulla sua attività risale al 1899, e riguarda la presenza del suo Armonipiano fra le attrattive esposte alla Mostra Internazionale di Anversa. Da allora il ricordo di questo formidabile inventore, rappresentante di un contesto storico e sociale (quello del Nord Italia e della Torino di fine Ottocento) caratterizzato da una forte curiosità nei confronti del progresso e dello sviluppo tecnologico, viene a scomparire di colpo, vittima del mutamento dell'estetica, dei gusti e degli interessi del nuovo secolo.
Solo alcuni esemplari di Calderarpa sono sopravvissuti, tra i quali va segnalato quello custodito presso il Museo del Palazzo Lascaris di Nizza, in perfetto stato di conservazione.